# ترشيح مبدئي
الترشيح المبدئي عبارة عن عملية يتم فيها اختيار مرشح ما، وهي تتم عادة من قبل حزب سياسي لخوض الانتخابات للفوز بمنصب سياسي. ويُطلق عليها أيضًا انتخاب المرشح. وهي تمثل عملية رئيسية في الأحزاب السياسية. في البلدان التي تتبع نظام الحكومة المسؤولة على غرار نظام وستمنستر، فتكون عملية الترشيح المبدئي أيضًا بمثابة الخطوة الأولى على الطريق إلى منصب السلطة التنفيذية.
وإلغاء الترشيح هي العملية المقابلة: حيث يقوم الحزب السياسي بسحب الدعم من أحد أصحاب المناصب المنتخبين في الانتخابات التالية. ويجوز للحزب حينئذ اختيار مرشح بديل جديد، أو قد يقرر (أو يضطر بسبب الجدول الزمني للانتخابات) التخلي عن خوض الانتخابات عن هذا المنصب (على سبيل المثال، عدم تأييد الحزب الليبرالي الأسترالي بعد بولين هانسون ومباشرة قبل انتخابات مجلس النواب عام 1996، وكذلك مرشح حزب العمال ستيوارت ماكلينان عن دائرة موراي قبل انتخابات المملكة المتحدة لعام 2010 مباشرة). والمرشح الذي يتم إلغاء ترشيحه عادة تكون له الحرية المطلقة في الاستمرار في خوض الانتخابات كمرشح مستقل أو كمرشح عن حزب آخر.
أحد الأمثلة على عملية الترشيح المبدئي التي حازت على تغطية إعلامية واسعة النطاق هو اختيار المرشحين لمنصب رئيس الولايات المتحدة، والتي قال عنها أحد المراقبين إنها «أعنف عرض سياسي ديمقراطي على مستوى العالم». ويعرف ذلك بشكل عام بالانتخابات التمهيدية الرئاسية، ولكنها في الواقع عبارة عن مزيج من الانتخابات التمهيدية، التي يقوم فيها الناخبون باختيار المرشحين، والمؤتمرات الحزبية حيث يتم اختيار المرشحين من قبل مجموعة محدودة (ولكن من المحتمل أن تكون كبيرة) من أعضاء الحزب.
وهناك مجموعة متنوعة من أنظمة الترشيح المبدئي في الدول الأخرى، على الرغم من أن أغلبية الأعضاء المشاركين من الحزب السياسي أو الجهات التنفيذية يلعبون دورًا في عملية اختيار المرشحين للتنافس في الانتخابات.

## التعريف
في السياسة، عملية الترشيح المبدئي هي عملية يتم فيها اختيار مرشح ما، وهي تتم عادة من قبل حزب سياسي لخوض الانتخابات للفوز بمنصب سياسي. ويُطلق عليها أيضًا انتخاب المرشح. وهي تمثل عملية رئيسية في الأحزاب السياسية، وهي تؤثر على «تمثيل وتماسك الحزب وممارساته التشريعية واستقراره الديمقراطي». وفي البلدان التي تتبع نظام الحكومة المسؤولة على غرار نظام وستمنستر، فتكون عملية الترشيح المبدئي أيضًا بمثابة الخطوة الأولى على الطريق إلى منصب السلطة التنفيذية.
منذ تسعينيات القرن العشرين كان استخدام هذا المصطلح شائعًا في أستراليا العشرين لوصف عملية اختيار المرشحين من قبل الأحزاب السياسية للمناصب العامة. وأحد استخدامات هذا المصطلح يكون لوصف المناصب العامة المنتخبة في النظم الحزبية على غرار وستمنستر حيث يتم الاختيار من قبل الناخبين بعد أن تقوم الأحزاب بعملية الترشيح المبدئي. وهذا الاستخدام مستمد من ممارسات الترشيح المبدئي في حزب العمال الأسترالي التي كانت مستخدمة على نطاق واسع بواسطة هذا الحزب قبل عام 1955. وينطوي ذلك على عملية اقتراع بالترشيح المبدئي على مرحلتين أو استفتاء عام لأعضاء الحزب وأعضاء النقابات العمالية التابعة في الناخبين المتنافسين، والمصادقة التي كانت عادة شكلية من قبل السلطة التنفيذية في الدولة. يستخدم الآن حزب العمال الأسترالي، وأيضًا الحزب الليبرالي في بعض الدول، هذا النظام حيث يتم جمع الأصوات من الاستفتاء العام مع الأصوات من الممثلين المنتخبين من المؤسسة الحزبية.

## المتغيرات في عملية الترشيح المبدئي
يمكن أن تحدث عملية الترشيح المبدئي من خلال مجموعة كبيرة ومتنوعة من الوسائل، ولكن هناك أربعة متغيرات رئيسية تميز مجموعة الأنظمة:
- الأهلية للترشح
- عضوية هيئة الترشيح المبدئي
- النظام الذي تستخدمه الهيئة في عملية اتخاذ القرار
- قواعد إضافية تحدد التشكيل الخاص بالمرشحين كمجموعة.

في كل حالة من الحالات يمكن تقييم المتغيرات على مقياس من «مفتوح» إلى «مغلق» أو من «شامل» إلى «حصري».

### الأهلية للترشح
الأهلية للترشح في عملية الترشيح المبدئي غالبًا ما تكون مقيدة بقواعد تم تحديدها بواسطة الحزب السياسي.
وقد تتأثر أيضًا عملية الترشيح المبدئي بالنظام الانتخابي في الولاية القضائية. ففي إندونيسيا على سبيل المثال هناك نظام للرقابة العامة والإدارية للقوائم المبدئية للمرشحين. وقد يتضمن ذلك فحص مسائل مثل الطابع الشخصي أو قضايا الحزب الداخلية، وتؤدي إلى استبعاد المرشحين.

### عضوية هيئة الترشيح المبدئي
الهيئات التي تقوم غالبًا بعملية الترشيح المبدئي للمرشحين للمناصب السياسية (الأشخاص المعنيون بعملية الاختيار أو «الهيئات المعنية بالاختيار») هم أعضاء الحزب أو المؤسسات الحزبية مثل المدير التنفيذي للحزب أو لجنة اختيار المرشحين. ومع ذلك قد يكون الأشخاص المعنيون بعملية الاختيار مجموعة أكبر مثل جميع الناخبين أو الناخبين المسجلين (كما هو الحال في بعض الانتخابات التمهيدية بالولايات المتحدة). وبدلاً من ذلك ربما تكون هناك مجموعة أكثر تقييدًا من الأشخاص المعنيين بعملية الاختيار أو أن تتم عملية الاختيار في بعض الحالات النادرة بواسطة أحد الأفراد مثل رئيس الحزب.

### النظام الذي تستخدمه الهيئة في عملية اتخاذ القرار
قد تتم عملية الترشيح المبدئي من خلال نظام التصويت من قبل الأشخاص المعنيين بعملية الاختيار (وتتضمن الأمثلة على ذلك الانتخابات التمهيدية بالولايات المتحدة ومعظم عمليات الترشيح المبدئي في الأحزاب السياسية الأسترالية الكبرى)، أو قد يكون هناك نظام تعيين، على سبيل المثال من خلال قرار تتخذه اللجنة المعنية بعملية الاختيار.

### قواعد إضافية تنظم عملية الترشيح المبدئي
يتم تنظيم بعض عمليات الترشيح المبدئي بواسطة قواعد إضافية التي قد تعمل على ضمان تكوين شكل معين بين المرشحين ككل، أو تعمل على تسهيل أهداف الأحزاب الأخرى مثل لامركزية عملية اتخاذ القرار. وفي العديد من الدول بما في ذلك أستراليا وكندا تتم عادة عملية اختيار المرشح من خلال عمليات داخل الحزب على مستوى الدوائر الانتخابية أو الناخبين. ولكن قد يكون ممكنًا لهيئة الحزب الإقليمية أو الوطنية أو لرئيس الحزب التدخل لضمان الترشيح المبدئي لمرشح معين، وقد تكون هناك قواعد للحزب تنظم تشكيل هيئة المرشحين ككل والتي قد تتطلب تعديل عمليات الترشيح المبدئي أو نتائجه، مثل تنفيذ سياسات موجهة نحو تحقيق التوازن بين الجنسين. وقد تم تحديد الأهداف بين الجنسين من قبل حزب العمال الأسترالي والحزب الاشتراكي الديمقراطي الألماني. وفي بلجيكا، وضع الحزب الاجتماعي المسيحي البلجيكي قواعد تهدف إلى ضمان عملية ترشيح مبدئي متوازنة للمرشحين من المناطق الفلمنكية والفرنكوفونية.

## خلافات وفضائح عملية الترشيح المبدئي
تخضع جميع الأحزاب السياسية الأسترالية الكبرى للمحاسبة على عملية «تجميع السلطة» وإساءة استخدامها. وفي حين أنها تؤثر على الحزبين الرئيسيين، فقد كان حزب العمال الأسترالي الأكثر تأثرًا في ولاية كوينزلاند، من جراء الحوادث التي أدت إلى استقالة ثلاثة أعضاء من برلمان كوينزلاند. وكانت الاستقالات تتعلق بالاتهامات أو الاعترافات الخاصة بتزوير الانتخابات الناتجة عن محاولات «تجميع السلطة»: من أجل جلب المؤيدين إلى سلطة الحزب أو جلب الناخبين لمساعدة المرشحين في سعيهم للفوز في عملية الترشيح المبدئي الخاصة بالحزب.